# Lu Chen
Lu Chen (n. 24 noiembrie 1976, Changchun, Republica Populară Chineză) este o patinatoare artistică ce a reprezentat Republica Populară Chineză, medaliată olimpică. A participat la 3 ediții ale Jocurilor Olimpice (1992, 1994, 1998) în care a câștigat o medalie de bronz.